# Jessica Moore (cestista)
Jessica Alicia Moore (Fairbanks, 9 luglio 1982) è un'ex cestista statunitense, professionista nella WNBA.

## Carriera
È stata selezionata dalle Charlotte Sting al secondo giro del Draft WNBA 2005 (24ª scelta assoluta).

## Palmarès
- 3 volte campionessa NCAA (2002, 2003, 2004)